# Altún Ha
Altún Ha egykori maja település romterülete Belize északi részén, Belizevárostól kb. 50 km-re ÉNy-ra, illetve a Karib-tenger partjától mintegy 10 km-re, a szárazföld belsejében fekszik.
Az autóparkolóból bevezető ösvény a Plaza A jelű térre vezet, amelyet négy lépcsős piramistemplom fog közre. A déli piramis melletti szűkületen jutunk át a másik térre (Plaza B), ahol a B-4 jelű piramistemplommal találjuk magunkat szemközt. Valamennyi építmény között ez a legnagyobb, a leglátványosabb, ezt a régészek a kőmíves oltárok templomának nevezték el (Temple of the Masonry Altars). Tetejéről áttekinthetjük az eddig feltárt épületeket.
Az első itteni település nyoma már i. e. 1000-ből kimutatható. A virágkorát a klasszikus maja korban (6-9. század) élte. Az egykori város tekintélyes nagyságát mutatja, hogy összesen mintegy 300 épület romja pihen az őserdő leple alatt. A feltáró kutatást kanadai régészek végezték az 1960-as években, de csak néhány piramistemplomot tettek hozzáférhetővé a látogatók számára. A feltárás során számos értékes leletre bukkantak, többek közt egy 4,5 kg-os, 15 cm magas jadeit szoborra, amely Ah Kinchilt (más nevén K'inich ajaw), a maják napistenét ábrázolja.

## Fordítás
- Ez a szócikk részben vagy egészben  az   Altun Ha című angol Wikipédia-szócikk fordításán alapul.  Az eredeti cikk szerkesztőit annak laptörténete sorolja fel. Ez a jelzés csupán a megfogalmazás eredetét és a szerzői jogokat jelzi, nem szolgál a cikkben szereplő információk forrásmegjelöléseként.